# نوفة
النُوفَة أو البَكَف أو الفَوَانِيس أو حبة القلب (باللاتينية: Cardiospermum halicacabum) نوع نباتي بري وتزيني من جنس الطفطف يتبع الفصيلة الصابونية. أعطائه البلاد الحارة. ساقه ليفية عارشة. أوراقه متعاقبة مركبة وترية التجميع. حوالقه تتقدم الأزهار. أزهاره عنقودية إبطية؛ مستطيلة المعاليق بيضاء . ثماره حويصلية الشكل تغلف البزور المستديرة الحمصية الحجم . بزورها شديدة الصلابة سود القشرة بيض النقير. تستعمل في صناعة القلائد ولها بعض الخواص الطبية.